# 盖尔斯堡 (北达科他州)
盖尔斯堡（英語：Galesburg），是美国北达科他州下属的一座城市。根据2010年美国人口普查，该市有人口108人。